# 山形県道57号戸沢大蔵線
山形県道57号戸沢大蔵線（やまがたけんどう57ごう とざわおおくらせん）は、山形県最上郡戸沢村から山形県最上郡大蔵村に至る県道（主要地方道）である。

## 概要
戸沢村の中心部から南下して肘折温泉に続く路線である。

### 路線データ
- 起点：山形県最上郡戸沢村古口（国道47号交点）
- 終点：山形県最上郡大蔵村南山（肘折温泉入口交差点、国道458号交点）

## 歴史
- 1993年（平成5年）5月11日 - 建設省から、県道肘折古口停車場線が戸沢大蔵線として主要地方道に指定される[1]。
- 2012年（平成24年）4月10日 - 地滑りにより、道路の一部が崩落[2]。
- 同年12月31日 - 崩落部分を避けた場所に代替橋（肘折希望大橋）が仮開通[3]。
- 2013年（平成25年）11月30日 - 肘折希望大橋が本開通[3]。

## 路線状況

### 冬期閉鎖区間
- 最上郡戸沢村角川 - 最上郡大蔵村南山間

## 地理

### 通過する自治体
- 最上郡
  - 戸沢村
  - 大蔵村

### 交差する道路
- 国道47号（起点）
- 山形県道331号片倉塩線（最上郡戸沢村角川）
- 国道458号（終点）

### 沿線の施設など
- 肘折温泉
- 肘折希望大橋